# Месут Озил
Месут Озил (тур. Mesut Özil; Гелзенкирхен, 15. октобар 1988) бивши је немачки фудбалер турског порекла, који је играо на позицији везног играча.

## Клупска каријера
Озил је у млађим категоријама играо за више тимова из Гелзенкирхена. Након тога је пет година провео у Рот вајсу из Есена. У Шалке 04 је дошао 2005. и прво је једну сезону провео играјући у омладинском тиму ове екипе, пре него што је прекомандован у први тим. Дебитовао је за први тим у Лига купу против Бајер Леверкузена. Иако је показао да се ради о талентованом играчу, због неслагања са управом, 2008. године је прешао у Вердер Бремен.
У Вердер Бремен је прешао 31. јануара 2008. уз обештећење од 4,3 милиона евра. Предводио је Вердер до трофеја у Купу Немачке 2009. Био је стрелац јединог гола на утакмици финала против Бајер Леверкузена, одиграној у Берлину. Те сезоне је његов клуб стигао и до финала Купа УЕФА у коме је поражен од Шахтјора. Вердер је ту сезону завршио на разочаравајућем десетом месту у првенству, док је Озил постигао 3 гола и био асистент код чак 15 голова. У наредној сезони, последњој Озиловој у клубу, коју је Вердер завршио као трећи, Езил је 16 пута био асистент.
Након сјајних партија на Светском првенству 2010. интересовање за Озила је показао Реал Мадрид. Вердер Бремен је 17. августа 2010. објавио да је постигао договор са Реалом око трансфера Езила. Обештећење је износило негде око 15 милиона евра. У дресу новог клуба је дебитовао 22. августа у пријатељској утакмици са Херкулесом (3-1). Дебитовао је у шпанској лиги против Мајорке (0-0) када је у игру ушао у 62. минуту уместо Анхела ди Марије. Први гол за Реал Мадрид је постигао против Депортиво ла Коруње (6-1) 3. октобра 2010, док је први гол у Лиги шампиона постигао 19. октобра 2010. против Милана.
У летњем прелазном року, 1. септембра 2013. године, Езил прелази у Арсенал. Износ трансфера био је 50 милиона евра, и то је уједно био други највећи трансфер у Премијер лиги.

## Репрезентативна каријера
Озил је био члан млађих селекција репрезентације Немачке. Први пут је у септембру 2006. позван у репрезентацију до 17 година. Члан репрезентације до 21 године је био од 2007. Са овом репрезентацијом је на Европском првенству за играче до 21. године 2009. освојио прво место. У финалној утакмици одиграној 29. јуна 2009. у којој је његова репрезентација савладала Енглеску 4-0, проглашен је најбољим играчем тог меча.
За сениорску репрезентацију Немачке је дебитовао 11. фебруара 2009. у пријатељској утакмици са Норвешком. Први гол за репрезентацију је постигао у свом трећем наступу 5. септембра 2009. у пријатељској утакмици са Јужном Африком у Леверкузену. Нашао се и на списку учесника Светског првенства 2010. Био је стартер на свих седам утакмица, а у последњој утакмици групне фазе против Гане постигао је једини гол на том мечу. Због одличних игара на овом првенству био јеј један од десет номинованих фудбалера за златну копачку.

## Трофеји

### Вердер Бремен
- Куп Немачке (1) : 2008/09.
- Куп УЕФА : финалиста 2008/09.

### Реал Мадрид
- Првенство Шпаније (1) : 2011/12.
- Куп Шпаније (1) : 2010/11.
- Суперкуп Шпаније (1) : 2012.

### Арсенал
- ФА куп (4) : 2013/14, 2014/15, 2016/17, 2019/20.
- ФА Комјунити шилд (1) : 2015.

### Немачка
- Европско првенство до 21. године (1) : 2009.
- Светско првенство (1) : 2014. (треће место 2010).